# Tiracola grisescens
Tiracola grisescens är en fjärilsart som beskrevs av W. Warren 1912. Tiracola grisescens ingår i släktet Tiracola och familjen nattflyn. Inga underarter finns listade i Catalogue of Life.